# Sainte-Colombe (Ille y Vilaine)
 Sainte-Colombe  es una población y comuna francesa, situada en la región de Bretaña, departamento de Ille y Vilaine, en el distrito de Rennes y cantón de Retiers.

## Demografía
| 307 | 296 | 277 | 276 | 262 | 272 |
| Para los censos de 1962 a 1999 la población legal corresponde a la población sin duplicidades (Fuente: INSEE [Consultar]) |     |     |     |     |     |